# 11e étape du Tour de France 2015
Pour un article plus général, voir Tour de France 2015.
La 11e étape du Tour de France 2015 s'est déroulée le mercredi 15 juillet 2015 entre Pau et Cauterets sur une distance de 188 kilomètres. Le nom officiel de cette étape est « Pau / Cauterets - Vallée de Saint Savin ».

## Parcours
Cette seconde étape pyrénéenne, reliant Pau à Cauterets, va permettre l’ascension de six cols et côtes : 
- une côte de 4e catégorie : la côte de Bagnères-de-Bigorre (1,4 km de montée à 6,1 %) ;
- trois côtes de 3e catégorie : la côte de Loucrup (2 km de montée à 7 %), la côte de Mauvezin (2,7 km de montée à 6 %) et la côte de Cauterets (6,4 km de montée à 5 %) à 3 km de l'arrivée ;
- un col de 1re catégorie : le col d'Aspin, d'une altitude de 1 490 m (12 km de montée à 6,5 %), à 71 km de l'arrivée ;
- un col Hors Catégorie : le col du Tourmalet à 2 115 m d'altitude (17,1 km de montée à 7,3 %), à 41 km de l'arrivée.

Le sprint intermédiaire a lieu à Pouzac, au kilomètre 56.

## Déroulement de la course
Dans les deux premières heures de course, l'équipe Sky du maillot jaune Christopher Froome ne laisse aucune échappée prendre plus d'une minute d'avance. Il faut attendre 74,5 km et les derniers hectomètres de la côte de Mauvezin pour que Thomas Voeckler s'échappe, suivi par Rafal Majka, puis par Serge Pauwels, Steve Morabito et Emanuel Buchmann, le groupe étant rejoint par Arnaud Démare et Julien Simon. L'Irlandais de l'équipe Cannondale-Garmin Daniel Martin parti en contre les rejoint dans le col d'Aspin et franchit son sommet en tête. Le peloton est d'abord mené par les équipiers d'Astana qui craquent un à un dans le col du Tourmalet, à l'instar de leur leader Vincenzo Nibali, puis par ceux de la Sky. Rafał Majka, vainqueur de deux étapes de montagne au tour de France 2014 (à Risoul et à Saint-Lary), dépose ses compagnons de route à 7 km du col du Tourmalet et profite du marquage des leaders dans le peloton pour s'imposer en solitaire.

## Résultats

### Classement de l'étape
| Classement de la 11e étape | Classement de la 11e étape | Classement de la 11e étape | Classement de la 11e étape | Classement de la 11e étape |
|                            | Coureur                    | Pays                       | Équipe                     | Temps                      |
| -------------------------- | -------------------------- | -------------------------- | -------------------------- | -------------------------- |
| 1er                        | Rafał Majka                | Pologne                    | Tinkoff-Saxo               | en 5 h 2 min 1 s           |
| 2e                         | Daniel Martin              | Irlande                    | Cannondale-Garmin          | + 1 min 0 s                |
| 3e                         | Emanuel Buchmann           | Allemagne                  | Bora-Argon 18              | + 1 min 23 s               |
| 4e                         | Serge Pauwels              | Belgique                   | MTN-Qhubeka                | + 2 min 8 s                |
| 5e                         | Thomas Voeckler            | France                     | Europcar                   | + 3 min 34 s               |
| 6e                         | Julien Simon               | France                     | Cofidis                    | m.t.                       |
| 7e                         | Bauke Mollema              | Pays-Bas                   | Trek Factory Racing        | + 5 min 11 s               |
| 8e                         | Alejandro Valverde         | Espagne                    | Movistar                   | + 5 min 19 s               |
| 9e                         | Christopher Froome         | Royaume-Uni                | Sky                        | + 5 min 21 s               |
| 10e                        | Alberto Contador           | Espagne                    | Tinkoff-Saxo               | m.t.                       |
| modifier                   |                            |                            |                            |                            |

### Points attribués
| Sprint intermédiaire Pouzac (km 56,5) | Sprint intermédiaire Pouzac (km 56,5) | Sprint intermédiaire Pouzac (km 56,5) | Sprint intermédiaire Pouzac (km 56,5) | Sprint intermédiaire Pouzac (km 56,5) |
| ------------------------------------- | ------------------------------------- | ------------------------------------- | ------------------------------------- | ------------------------------------- |
|                                       | Coureur                               | Pays                                  | Équipe                                | Point(s)                              |
| 1er                                   | Matteo Trentin                        | Italie                                | Etixx-Quick Step                      | 20                                    |
| 2e                                    | Peter Sagan                           | Slovaquie                             | Tinkoff-Saxo                          | 17                                    |
| 3e                                    | John Degenkolb                        | Allemagne                             | Giant-Alpecin                         | 15                                    |
| 4e                                    | Zdeněk Štybar                         | Tchéquie                              | Etixx-Quick Step                      | 13                                    |
| 5e                                    | Sylvain Chavanel                      | France                                | IAM                                   | 11                                    |
| 6e                                    | Bartosz Huzarski                      | Pologne                               | Bora-Argon 18                         | 10                                    |
| 7e                                    | Daniele Bennati                       | Italie                                | Tinkoff-Saxo                          | 9                                     |
| 8e                                    | Greg Van Avermaet                     | Belgique                              | BMC Racing                            | 8                                     |
| 9e                                    | André Greipel                         | Allemagne                             | Lotto-Soudal                          | 7                                     |
| 10e                                   | Andriy Grivko                         | Ukraine                               | Astana                                | 6                                     |
| 11e                                   | Laurens Ten Dam                       | Pays-Bas                              | Lotto NL-Jumbo                        | 5                                     |
| 12e                                   | Steve Cummings                        | Royaume-Uni                           | MTN-Qhubeka                           | 4                                     |
| 13e                                   | Paul Voss                             | Allemagne                             | Bora-Argon 18                         | 3                                     |
| 14e                                   | Peter Kennaugh                        | Royaume-Uni                           | Sky                                   | 2                                     |
| 15e                                   | Nicolas Roche                         | Irlande                               | Sky                                   | 1                                     |
| modifier                              |                                       |                                       |                                       |                                       |

| Arrivée d'étape Cauterets (km 188) | Arrivée d'étape Cauterets (km 188) | Arrivée d'étape Cauterets (km 188) | Arrivée d'étape Cauterets (km 188) | Arrivée d'étape Cauterets (km 188) |
| ---------------------------------- | ---------------------------------- | ---------------------------------- | ---------------------------------- | ---------------------------------- |
|                                    | Coureur                            | Pays                               | Équipe                             | Point(s)                           |
| 1er                                | Rafał Majka                        | Pologne                            | Tinkoff-Saxo                       | 20                                 |
| 2e                                 | Daniel Martin                      | Irlande                            | Cannondale-Garmin                  | 17                                 |
| 3e                                 | Emanuel Buchmann                   | Allemagne                          | Bora-Argon 18                      | 15                                 |
| 4e                                 | Serge Pauwels                      | Belgique                           | MTN-Qhubeka                        | 13                                 |
| 5e                                 | Thomas Voeckler                    | France                             | Europcar                           | 11                                 |
| 6e                                 | Julien Simon                       | France                             | Cofidis                            | 10                                 |
| 7e                                 | Bauke Mollema                      | Pays-Bas                           | Trek Factory Racing                | 9                                  |
| 8e                                 | Alejandro Valverde                 | Espagne                            | Movistar                           | 8                                  |
| 9e                                 | Christopher Froome                 | Royaume-Uni                        | Sky                                | 7                                  |
| 10e                                | Alberto Contador                   | Espagne                            | Tinkoff-Saxo                       | 6                                  |
| 11e                                | Nairo Quintana                     | Colombie                           | Movistar                           | 5                                  |
| 12e                                | Samuel Sánchez                     | Espagne                            | BMC Racing                         | 4                                  |
| 13e                                | Tejay Van Garderen                 | États-Unis                         | BMC Racing                         | 3                                  |
| 14e                                | Geraint Thomas                     | Royaume-Uni                        | Sky                                | 2                                  |
| 15e                                | Robert Gesink                      | Pays-Bas                           | Lotto NL-Jumbo                     | 1                                  |
| modifier                           |                                    |                                    |                                    |                                    |

| - Bonifications à l'arrivée \| \| Coureur \| Pays \| Équipe \| Bonifications \| \| - \| ------------- \| -------- \| ----------------- \| ------------- \| \| 1 \| Rafał Majka \| Pologne \| Tinkoff-Saxo \| 10 s \| \| 2 \| Daniel Martin \| Irlande \| Cannondale-Garmin \| 6 s \| \| 3 \| Serge Pauwels \| Belgique \| MTN-Qhubeka \| 4 s \| |               |          |                   |               |
| | Coureur       | Pays     | Équipe            | Bonifications |
| 1 | Rafał Majka   | Pologne  | Tinkoff-Saxo      | 10 s          |
| 2 | Daniel Martin | Irlande  | Cannondale-Garmin | 6 s           |
| 3 | Serge Pauwels | Belgique | MTN-Qhubeka       | 4 s           |

### Cols et côtes
| Côte de Loucrup (km 48,5) 3e catégorie | Côte de Loucrup (km 48,5) 3e catégorie | Côte de Loucrup (km 48,5) 3e catégorie | Côte de Loucrup (km 48,5) 3e catégorie | Côte de Loucrup (km 48,5) 3e catégorie |
| -------------------------------------- | -------------------------------------- | -------------------------------------- | -------------------------------------- | -------------------------------------- |
|                                        | Coureur                                | Pays                                   | Équipe                                 | Point(s)                               |
| 1er                                    | Thomas Voeckler                        | France                                 | Europcar                               | 2                                      |
| 2e                                     | Daniel Martin                          | Irlande                                | Cannondale-Garmin                      | 1                                      |
| modifier                               |                                        |                                        |                                        |                                        |

| Côte de Bagnères-de-Bigorre (km 61,5) 4e catégorie | Côte de Bagnères-de-Bigorre (km 61,5) 4e catégorie | Côte de Bagnères-de-Bigorre (km 61,5) 4e catégorie | Côte de Bagnères-de-Bigorre (km 61,5) 4e catégorie | Côte de Bagnères-de-Bigorre (km 61,5) 4e catégorie |
| -------------------------------------------------- | -------------------------------------------------- | -------------------------------------------------- | -------------------------------------------------- | -------------------------------------------------- |
|                                                    | Coureur                                            | Pays                                               | Équipe                                             | Point(s)                                           |
| 1er                                                | Steve Morabito                                     | Suisse                                             | FDJ                                                | 1                                                  |
| modifier                                           |                                                    |                                                    |                                                    |                                                    |

| Côte de Mauvezin (km 74,5) 3e catégorie | Côte de Mauvezin (km 74,5) 3e catégorie | Côte de Mauvezin (km 74,5) 3e catégorie | Côte de Mauvezin (km 74,5) 3e catégorie | Côte de Mauvezin (km 74,5) 3e catégorie |
| --------------------------------------- | --------------------------------------- | --------------------------------------- | --------------------------------------- | --------------------------------------- |
|                                         | Coureur                                 | Pays                                    | Équipe                                  | Point(s)                                |
| 1er                                     | Daniel Teklehaimanot                    | Érythrée                                | MTN-Qhubeka                             | 2                                       |
| 2e                                      | Thomas Voeckler                         | France                                  | Europcar                                | 1                                       |
| modifier                                |                                         |                                         |                                         |                                         |

| Col d'Aspin (km 117) 1re catégorie | Col d'Aspin (km 117) 1re catégorie | Col d'Aspin (km 117) 1re catégorie | Col d'Aspin (km 117) 1re catégorie | Col d'Aspin (km 117) 1re catégorie |
| ---------------------------------- | ---------------------------------- | ---------------------------------- | ---------------------------------- | ---------------------------------- |
|                                    | Coureur                            | Pays                               | Équipe                             | Point(s)                           |
| 1er                                | Daniel Martin                      | Irlande                            | Cannondale-Garmin                  | 10                                 |
| 2e                                 | Thomas Voeckler                    | France                             | Europcar                           | 8                                  |
| 3e                                 | Serge Pauwels                      | Belgique                           | MTN-Qhubeka                        | 6                                  |
| 4e                                 | Rafał Majka                        | Pologne                            | Tinkoff-Saxo                       | 4                                  |
| 5e                                 | Julien Simon                       | France                             | Cofidis                            | 2                                  |
| 6e                                 | Steve Morabito                     | Suisse                             | FDJ                                | 1                                  |
| modifier                           |                                    |                                    |                                    |                                    |

| Col du Tourmalet - Souvenir Jacques Goddet (km 147) Hors catégorie | Col du Tourmalet - Souvenir Jacques Goddet (km 147) Hors catégorie | Col du Tourmalet - Souvenir Jacques Goddet (km 147) Hors catégorie | Col du Tourmalet - Souvenir Jacques Goddet (km 147) Hors catégorie | Col du Tourmalet - Souvenir Jacques Goddet (km 147) Hors catégorie |
| ------------------------------------------------------------------ | ------------------------------------------------------------------ | ------------------------------------------------------------------ | ------------------------------------------------------------------ | ------------------------------------------------------------------ |
|                                                                    | Coureur                                                            | Pays                                                               | Équipe                                                             | Point(s)                                                           |
| 1er                                                                | Rafał Majka                                                        | Pologne                                                            | Tinkoff-Saxo                                                       | 25                                                                 |
| 2e                                                                 | Serge Pauwels                                                      | Belgique                                                           | MTN-Qhubeka                                                        | 20                                                                 |
| 3e                                                                 | Emanuel Buchmann                                                   | Allemagne                                                          | Bora-Argon 18                                                      | 16                                                                 |
| 4e                                                                 | Daniel Martin                                                      | Irlande                                                            | Cannondale-Garmin                                                  | 14                                                                 |
| 5e                                                                 | Thomas Voeckler                                                    | France                                                             | Europcar                                                           | 12                                                                 |
| 6e                                                                 | Julien Simon                                                       | France                                                             | Cofidis                                                            | 10                                                                 |
| 7e                                                                 | Steve Morabito                                                     | Suisse                                                             | FDJ                                                                | 8                                                                  |
| 8e                                                                 | Christopher Froome                                                 | Royaume-Uni                                                        | Sky                                                                | 6                                                                  |
| 9e                                                                 | Pierre Rolland                                                     | France                                                             | Europcar                                                           | 4                                                                  |
| 10e                                                                | Geraint Thomas                                                     | Royaume-Uni                                                        | Sky                                                                | 2                                                                  |
| modifier                                                           |                                                                    |                                                                    |                                                                    |                                                                    |

| Côte de Cauterets (km 184,5) 3e catégorie | Côte de Cauterets (km 184,5) 3e catégorie | Côte de Cauterets (km 184,5) 3e catégorie | Côte de Cauterets (km 184,5) 3e catégorie | Côte de Cauterets (km 184,5) 3e catégorie |
| ----------------------------------------- | ----------------------------------------- | ----------------------------------------- | ----------------------------------------- | ----------------------------------------- |
|                                           | Coureur                                   | Pays                                      | Équipe                                    | Point(s)                                  |
| 1er                                       | Rafał Majka                               | Pologne                                   | Tinkoff-Saxo                              | 2                                         |
| 2e                                        | Daniel Martin                             | Irlande                                   | Cannondale-Garmin                         | 1                                         |
| modifier                                  |                                           |                                           |                                           |                                           |

## Classements à l'issue de l'étape

### Classement général
| Classement général | Classement général | Classement général | Classement général  | Classement général |
|                    | Coureur            | Pays               | Équipe              | Temps              |
| ------------------ | ------------------ | ------------------ | ------------------- | ------------------ |
| 1er                | Christopher Froome | Royaume-Uni        | Sky                 | en 41 h 3 min 31 s |
| 2e                 | Tejay Van Garderen | États-Unis         | BMC Racing          | + 2 min 52 s       |
| 3e                 | Nairo Quintana     | Colombie           | Movistar            | + 3 min 9 s        |
| 4e                 | Alejandro Valverde | Espagne            | Movistar            | + 3 min 59 s       |
| 5e                 | Geraint Thomas     | Royaume-Uni        | Sky                 | + 4 min 3 s        |
| 6e                 | Alberto Contador   | Espagne            | Tinkoff-Saxo        | + 4 min 4 s        |
| 7e                 | Tony Gallopin      | France             | Lotto-Soudal        | + 4 min 33 s       |
| 8e                 | Robert Gesink      | Pays-Bas           | Lotto NL-Jumbo      | + 4 min 35 s       |
| 9e                 | Warren Barguil     | France             | Giant-Alpecin       | + 6 min 44 s       |
| 10e                | Bauke Mollema      | Pays-Bas           | Trek Factory Racing | + 7 min 5 s        |
| modifier           |                    |                    |                     |                    |

### Classement par points
| Classement par points | Classement par points | Classement par points | Classement par points | Classement par points |
| --------------------- | --------------------- | --------------------- | --------------------- | --------------------- |
|                       | Coureur               | Pays                  | Équipe                | Point(s)              |
| 1er                   | Peter Sagan           | Slovaquie             | Tinkoff-Saxo          | 239 points            |
| 2e                    | André Greipel         | Allemagne             | Lotto-Soudal          | 232 pts               |
| 3e                    | John Degenkolb        | Allemagne             | Giant-Alpecin         | 184 pts               |
| 4e                    | Mark Cavendish        | Royaume-Uni           | Etixx-Quick Step      | 172 pts               |
| 5e                    | Bryan Coquard         | France                | Europcar              | 108 pts               |
| 6e                    | Christopher Froome    | Royaume-Uni           | Sky                   | 88 pts                |
| 7e                    | Greg Van Avermaet     | Belgique              | BMC Racing            | 81 pts                |
| 8e                    | Zdeněk Štybar         | Tchéquie              | Etixx-Quick Step      | 76 pts                |
| 9e                    | Tony Gallopin         | France                | Lotto-Soudal          | 70 pts                |
| 10e                   | Alejandro Valverde    | Espagne               | Movistar              | 61 pts                |
| modifier              |                       |                       |                       |                       |

### Classement du meilleur grimpeur
| Classement du meilleur grimpeur | Classement du meilleur grimpeur | Classement du meilleur grimpeur | Classement du meilleur grimpeur | Classement du meilleur grimpeur |
| ------------------------------- | ------------------------------- | ------------------------------- | ------------------------------- | ------------------------------- |
|                                 | Coureur                         | Pays                            | Équipe                          | Point(s)                        |
| 1er                             | Christopher Froome              | Royaume-Uni                     | Sky                             | 57 points                       |
| 2e                              | Richie Porte                    | Australie                       | Sky                             | 40 pts                          |
| 3e                              | Rafał Majka                     | Pologne                         | Tinkoff-Saxo                    | 32 pts                          |
| 4e                              | Nairo Quintana                  | Colombie                        | Movistar                        | 32 pts                          |
| 5e                              | Robert Gesink                   | Pays-Bas                        | Lotto NL-Jumbo                  | 28 pts                          |
| 6e                              | Daniel Martin                   | Irlande                         | Cannondale-Garmin               | 27 pts                          |
| 7e                              | Serge Pauwels                   | Belgique                        | MTN-Qhubeka                     | 26 pts                          |
| 8e                              | Alejandro Valverde              | Espagne                         | Movistar                        | 24 pts                          |
| 9e                              | Thomas Voeckler                 | France                          | Europcar                        | 23 pts                          |
| 10e                             | Geraint Thomas                  | Royaume-Uni                     | Sky                             | 22 pts                          |
| modifier                        |                                 |                                 |                                 |                                 |

### Classement du meilleur jeune
| Classement général du meilleur jeune | Classement général du meilleur jeune | Classement général du meilleur jeune | Classement général du meilleur jeune | Classement général du meilleur jeune |
|                                      | Coureur                              | Pays                                 | Équipe                               | Temps                                |
| ------------------------------------ | ------------------------------------ | ------------------------------------ | ------------------------------------ | ------------------------------------ |
| 1er                                  | Nairo Quintana                       | Colombie                             | Movistar                             | en 41 h 6 min 40 s                   |
| 2e                                   | Warren Barguil                       | France                               | Giant-Alpecin                        | + 3 min 35 s                         |
| 3e                                   | Romain Bardet                        | France                               | AG2R La Mondiale                     | + 18 min 58 s                        |
| 4e                                   | Eduardo Sepúlveda                    | Argentine                            | Bretagne-Séché Environnement         | + 22 min 11 s                        |
| 5e                                   | Adam Yates                           | Royaume-Uni                          | Orica-GreenEDGE                      | + 28 min 2 s                         |
| modifier                             |                                      |                                      |                                      |                                      |

### Classement par équipes
| Classement par équipes | Classement par équipes | Classement par équipes | Classement par équipes |
|                        | Équipe                 | Pays                   | Temps                  |
| ---------------------- | ---------------------- | ---------------------- | ---------------------- |
| 1re                    | Sky                    | Royaume-Uni            | en 124 h 30 min 54 s   |
| 2e                     | Movistar               | Espagne                | + 2 min 46 s           |
| 3e                     | Tinkoff-Saxo           | Russie                 | + 5 min 29 s           |
| 4e                     | BMC Racing             | États-Unis             | + 18 min 33 s          |
| 5e                     | Astana                 | Kazakhstan             | + 24 min 37 s          |
| modifier               |                        |                        |                        |

## Abandons
- Daniele Bennati (Tinkoff-Saxo) : abandon[4]
- Dominik Nerz (Bora-Argon 18) : abandon[4]
- Johan Vansummeren (AG2R La Mondiale) : abandon[4]
- Ben Gastauer (AG2R La Mondiale) : abandon[4]
- Rui Costa (Lampre-Merida) : abandon[4]
- Rein Taaramäe (Astana) : abandon[4]